# Bailando (bài hát của Enrique Iglesias)
"Bailando" (tiếng Anh: "Dancing") là một bài hát của nam ca sĩ Enrique Iglesias cho album phòng thu thứ 10 của anh ấy, Sex and Love (2014). Phiên bản tiếng Tây Ban Nha của bài hát có sự góp giọng của nam ca sĩ Cuba Descemer Bueno và Gente de Zona. Bài hát được viết bởi tất cả các nghệ sĩ trên, và được sản xuất bởi Carlos Paucar. Nó được phát hành bởi Universal Republic Records dưới dạng đĩa đơn thứ sáu từ album vào ngày 28 tháng 4 năm 2014.

## Giải thưởng và đề cử
| Năm  | Giải thưởng                    | Hạng mục                             | Kết quả   |
| ---- | ------------------------------ | ------------------------------------ | --------- |
| 2014 | Premios Juventud               | My Favorite Lyrics                   | Đoạt giải |
| 2014 | Premios Tu Mundo               | Start-Party Song                     | Đoạt giải |
| 2014 | Neox Fan Awards                | Song of the Year                     | Đề cử     |
| 2014 | Latin Grammy Awards            | Record of the Year                   | Đề cử     |
| 2014 | Latin Grammy Awards            | Song of the Year                     | Đoạt giải |
| 2014 | Latin Grammy Awards            | Best Urban Performance               | Đoạt giải |
| 2014 | Latin Grammy Awards            | Best Urban Song                      | Đoạt giải |
| 2014 | Los Premios 40 Principales     | Best Spanish Song                    | Đề cử     |
| 2014 | Los Premios 40 Principales     | Best Spanish Video                   | Đoạt giải |
| 2014 | Premios 40 Principales América | Best Spanish Language Song           | Đoạt giải |
| 2014 | Latin Music Italian Awards     | Best Latin Song of the Year          | Đề cử     |
| 2014 | Latin Music Italian Awards     | Best Latin Male Video of the Year    | Đoạt giải |
| 2014 | Latin Music Italian Awards     | Best Latin Collaboration of the Year | Đề cử     |
| 2014 | Latin Music Italian Awards     | My Favourite Lyrics                  | Đoạt giải |
| 2015 | Lo Nuestro Awards              | Pop Song of the Year                 | Đoạt giải |
| 2015 | Lo Nuestro Awards              | Pop Collaboration of the Year        | Đoạt giải |
| 2015 | Lo Nuestro Awards              | Video of the Year                    | Đoạt giải |
| 2015 | Billboard Latin Music Awards   | Song of the Year                     | Đoạt giải |
| 2015 | Billboard Latin Music Awards   | Song of the Year, Vocal Event        | Đoạt giải |
| 2015 | Billboard Latin Music Awards   | Pop Song of the Year                 | Đoạt giải |
| 2015 | Billboard Latin Music Awards   | Airplay Song of the Year             | Đoạt giải |
| 2015 | Billboard Latin Music Awards   | Digital Song of the Year             | Đoạt giải |
| 2015 | Billboard Latin Music Awards   | Streaming Song of the Year           | Đoạt giải |
| 2015 | 2015 Billboard Music Awards    | Top Latin Song                       | Đoạt giải |
| 2015 | Premios Juventud               | My Favourite Catchiest Song          | Đoạt giải |
| 2015 | Premios Juventud               | My Favourite Music Video             | Đoạt giải |
| 2015 | Premios Juventud               | My Favourite Ringtone                | Đoạt giải |
| 2015 | Premios Juventud               | The Perfect Combo                    | Đoạt giải |

## Xếp hạng

### Xếp hạng tuần
| Bảng xếp hạng (2014)                                               | Vị trí cao nhất |
| ------------------------------------------------------------------ | --------------- |
| Australia (ARIA)                                                   | 52              |
| Áo (Ö3 Austria Top 40)                                             | 42              |
| Bỉ (Ultratop 50 Flanders)                                          | 6               |
| Bỉ (Ultratop 50 Wallonia)                                          | 8               |
| Brazil (Billboard Brasil Hot 100)[b]                               | 65              |
| Cambodia (Music Weekly Asia)                                       | 1               |
| Canada (Canadian Hot 100)                                          | 13              |
| Canada CHR/Top 40 (Billboard)                                      | 18              |
| Canada Hot AC (Billboard)                                          | 33              |
| Colombia (National-Report)                                         | 1               |
| Croatia (Croatian Airplay Radio Chart)                             | 19              |
| Cộng hòa Séc (Rádio Top 100)                                       | 20              |
| Cộng hòa Séc (Singles Digitál Top 100) Phiên bản tiếng Tây Ban Nha | 13              |
| Dominican Republic (Monitor Latino)                                | 1               |
| Châu Âu Hot 100 Singles (Billboard)                                | 7               |
| Phần Lan (Suomen virallinen lista)                                 | 10              |
| Phần Lan Download (Latauslista)                                    | 1               |
| France (SNEP)                                                      | 12              |
| Đức (GfK)                                                          | 31              |
| Hungary (Single Top 40)                                            | 30              |
| Ireland (IRMA)                                                     | 72              |
| Israel (Media Forest)                                              | 3               |
| Italy (FIMI)                                                       | 1               |
| Luxembourg Digital Songs (Billboard)                               | 10              |
| Mexico (Billboard Mexican Airplay)                                 | 1               |
| Mexico (Monitor Latino)                                            | 1               |
| Netherlands (Dutch Top 40)                                         | 5               |
| Hà Lan (Single Top 100)                                            | 3               |
| Ba Lan (Polish Airplay Top 100) Phiên bản tiếng Tây Ban Nha        | 4               |
| Ba Lan (Dance Top 50)                                              | 1               |
| Portugal (Billboard)                                               | 1               |
| Romania (Airplay 100)                                              | 1               |
| Russia (TopHit)                                                    | 4               |
| Serbia (IFPI)                                                      | 1               |
| Slovakia (Rádio Top 100)                                           | 1               |
| Slovakia (Singles Digitál Top 100) Phiên bản tiếng Tây Ban Nha     | 8               |
| Tây Ban Nha (PROMUSICAE)                                           | 1               |
| Thụy Điển (Sverigetopplistan)                                      | 47              |
| Thụy Sĩ (Schweizer Hitparade)                                      | 4               |
| Turkey (Turkish Singles Chart)                                     | 11              |
| UK Singles (Official Charts Company)                               | 75              |
| Hoa Kỳ Billboard Hot 100                                           | 12              |
| Hoa Kỳ Hot Latin Songs (Billboard)                                 | 1               |
| Hoa Kỳ Latin Pop Songs (Billboard)                                 | 1               |
| Hoa Kỳ Tropical Airplay (Billboard)                                | 1               |
| Hoa Kỳ Adult Contemporary (Billboard) Phiên bản tiếng Anh          | 38              |
| Hoa Kỳ Adult Pop Airplay (Billboard) Phiên bản tiếng Anh           | 28              |
| Hoa Kỳ Dance Club Songs (Billboard) Phiên bản tiếng Anh            | 1               |
| Hoa Kỳ Pop Airplay (Billboard) Phiên bản tiếng Anh                 | 10              |
| Hoa Kỳ Rhythmic (Billboard) Phiên bản tiếng Anh                    | 30              |
| Venezuela (Record Report)                                          | 17              |

### Xếp hạng cuối năm
| Bảng xếp hạng (2014)                | Vị trí |
| ----------------------------------- | ------ |
| Belgium (Ultratop 50 Wallonia)      | 46     |
| Canada (Canadian Hot 100)           | 54     |
| Dominican Republic (Monitor Latino) | 2      |
| Italy (FIMI)                        | 1      |
| Netherlands (Single Top 100)        | 18     |
| Switzerland (Schweizer Hitparade)   | 12     |
| Hoa Kỳ Billboard Hot 100            | 38     |
| US Latin Airplay (Billboard)        | 1      |
| US Latin Songs (Billboard)          | 1      |
| US Latin Pop Songs (Billboard)      | 1      |
| US Tropical Songs (Billboard)       | 1      |

## Chứng nhận
| Quốc gia | Chứng nhận                    | Số đơn vị/doanh số chứng nhận |
| --- | ----------------------------- | ----------------------------- |
| Bỉ (BEA) | Bạch kim                      | 30.000*                       |
| Canada (Music Canada) | 2× Bạch kim                   | 160.000*                      |
| Đan Mạch (IFPI Đan Mạch) | Vàng                          | 30.000^                       |
| Đức (BVMI) | Vàng                          | 250.000‡                      |
| Ý (FIMI) | 9× Bạch kim                   | 450.000‡                      |
| México (AMPROFON) Phiên bản Tây Ban Nha | 5× Kim cương+3× Bạch kim+Vàng | 1.710.000*                    |
| Hà Lan (NVPI) | 2× Bạch kim                   | 40.000^                       |
| Bồ Đào Nha (AFP) | Vàng                          | 10.000‡                       |
| Tây Ban Nha (PROMUSICAE) | 7× Bạch kim                   | 280.000‡                      |
| Thụy Điển (GLF) | Bạch kim                      | 20.000‡                       |
| Thụy Sĩ (IFPI) | Bạch kim                      | 30.000^                       |
| Anh Quốc (BPI) | Vàng                          | 400.000‡                      |
| Hoa Kỳ (RIAA) | 4× Bạch kim                   | 1.216.504                     |
| Tổng hợp |                               |                               |
| Tây Ban Nha (PROMUSICAE) | 4× Bạch kim                   | 32.000.000                    |
| * Chứng nhận dựa theo doanh số tiêu thụ. · ^ Chứng nhận dựa theo doanh số nhập hàng. · ‡ Chứng nhận dựa theo doanh số tiêu thụ và phát trực tuyến. · Chứng nhận dựa theo doanh số phát trực tuyến. |                               |                               |